# Gaspare Martinengo

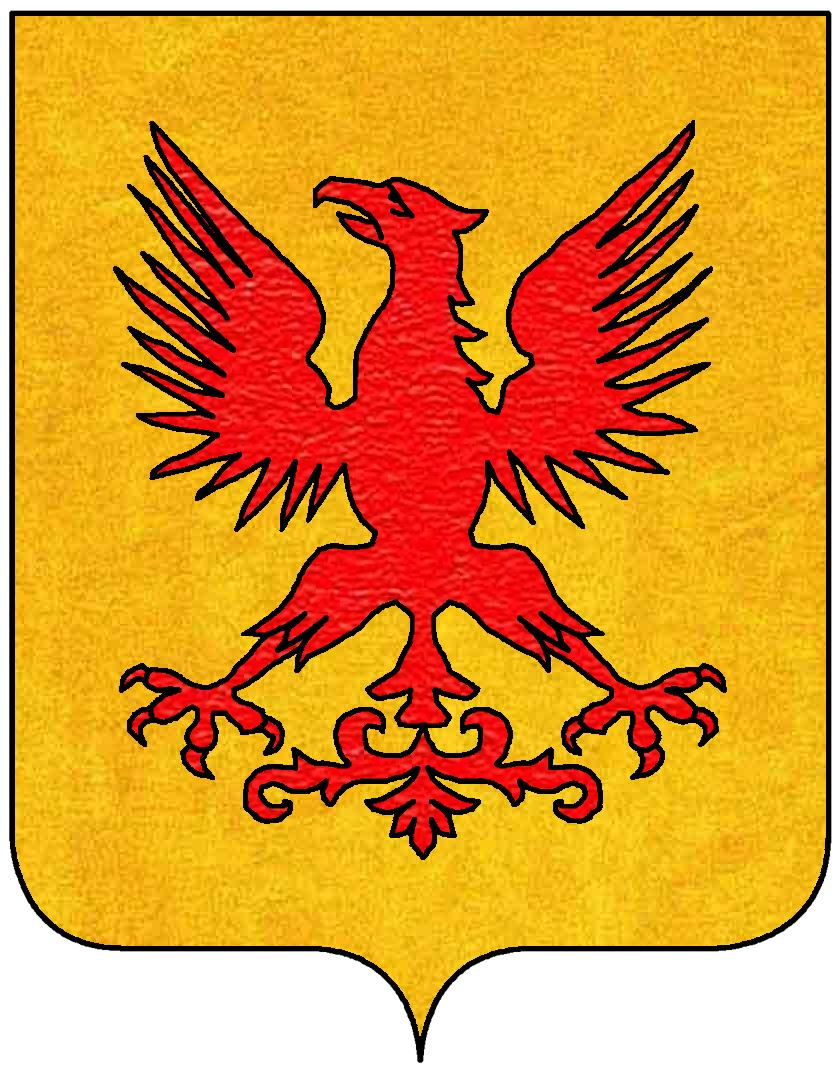
Stemma dei Martinengo

Gaspare Martinengo (... – 14 settembre 1481) è stato un condottiero italiano.

## Biografia
Discendente della nobile famiglia Martinengo era figlio del condottiero conte Antonio I Martinengo (?-1473), signore di Urago d'Oglio, Padernello, Quinzano d'Oglio  e di Nostra Bon.
Divenne signore di Urago d'Oglio, Orzinuovi e Pavone del Mella. Sposò Caterina Colleoni, figlia del condottiero Bartolomeo Colleoni e dal 1454 prese parte col suocero ad alcune delle sue imprese militari.
Morì nel 1481.

## Discendenza
Gaspare e Caterina diedero vita al ramo dei Martinengo della Pallata.
La figlia Biancamaria (1466-1480), cagionevole di salute, morì precipitando nel fossato del castello di Padernello e diede vita alla leggenda della Dama Bianca che, ogni dieci anni il 20 di luglio, la stessa notte della sua morte, il suo fantasma ricompare nel castello vestito di bianco, con in mano un libro aperto dorato contenente il suo segreto.